# Ayothiapattinam
Ayothiapattinam es una ciudad y nagar Panchayat situada en el distrito de Salem en el estado de Tamil Nadu (India). Su población es de 11517 habitantes (2011). Se encuentra a 7 km de Salem.

## Demografía
Según el censo de 2011 la población de Ayothiapattinam era de 11517 habitantes, de los cuales 5726 eran hombres y 5791 eran mujeres. Ayothiapattinam tiene una tasa media de alfabetización del 78,97%, inferior a la media estatal del 80,09%: la alfabetización masculina es del 85,59%, y la alfabetización femenina del 72,45%.